# Муммії (рід)
Муммії — заможний плебейський рід (нобілі) у Стародавньому Римі. Найбільше його представники відзначилися у II ст. до н. е. та в період принципату. Мали когномен Ахаїк.

## Найвідоміші Муммії
- Луцій Муммій, народний трибун 187 року до н. е., претор 177 року до н. е., намісник Сардинії.
- Квінт Муммій, народний трибун 187 року до н. е.
- Спурій Муммій, красномовець, поет.
- Луцій Муммій Ахаїк, консул 146 року до н. е., воював проти Ахейського союзу, захопив та зруйнував Коринф.
- Марк Муммій, претор 70 року до н. е.
- Муммія Ахаїка, мати імператора Гальби.